# Enghies Anders
Enghies Anders Andersson, död 24 augusti 1669 i Mora, var en svensk som blev avrättad för häxeri. Han var en av de som avrättades i den berömda häxprocessen i Mora under det stora oväsendet.
Enghies Anders uppgavs vara 40 år gammal och bosatt i Morkarlby. 
Efter häxprocessen i Älvdalen utbröt en kraftig ryktesspridning i Dalarna, där olika personer utpekades för att bortföra barn till Blåkulla. Oroliga föräldrar krävde i juni 1669 att myndigheter skulle förhöra de misstänkta. Lördag kväll den 12 augusti kom den nybildade Dalarnas trolldomskommission till Mora, och häxprocessen inleddes. 
Han var en av sextio personer som åtalades i Mora misstänkt för att ha bortfört barn till Blåkulla. Han uppgav i sin bekännelse att han hade blivit förd till Blåkulla av sin mor som barn. Hans mor hade sedan lärt honom att göra det själv, och det var på så sätt han hade lärt sig att själv föra barn till Blåkulla. Han hade avsagt sig Gud och lovat sin kropp och själ till Satan, och uppgav sig vara kunnig i alla former av trolldom. Han hade fått bjäror av Satan som han använt till att stjäla mjölk, och ridit på kor till Blåkulla. Han erkände sig ha Blåkullafört barnen Erich Kona Britas, Anders Kull Nisses Son och Marit Syss Anders dotter i Morkarleby. Han uppgav att Satan hade befallt honom att inte bekänna något. 
Morgonen den 23 augusti, efter nio dagars rättegång, dömdes 23 av de 60 misstänkta till döden för trolldom, avfall från Gud, förbund med djävulen och barnaförande. Femton av dessa skulle avrättas, men de övriga sex skulle sättas i fängelse eftersom rätten var osäker på deras skuld.
Han blev en av de femton personer som avrättades i häxprocessen i Mora den 24 augusti 1669. Avrättningen ägde rum genom halshuggning och bränning. Han var den enda mannen som avrättades.